# Майне
Майне (нім. Meine) — громада в Німеччині, розташована в землі Нижня Саксонія. Входить до складу району Гіфгорн. Складова частина об'єднання громад Папентайх.
Площа — 38,73 км2. Населення становить 8630 ос. (станом на 31 грудня 2021).

## Галерея

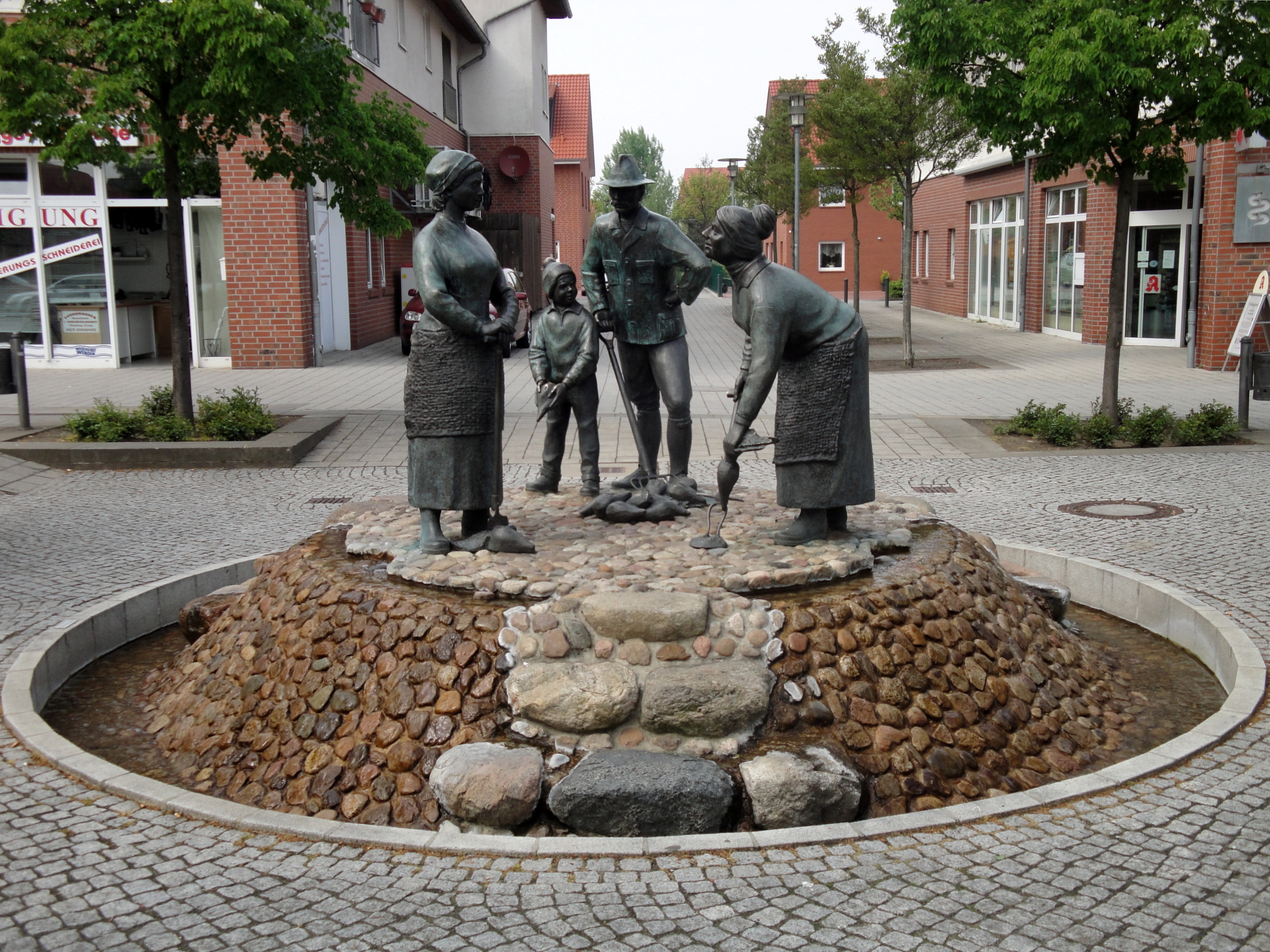
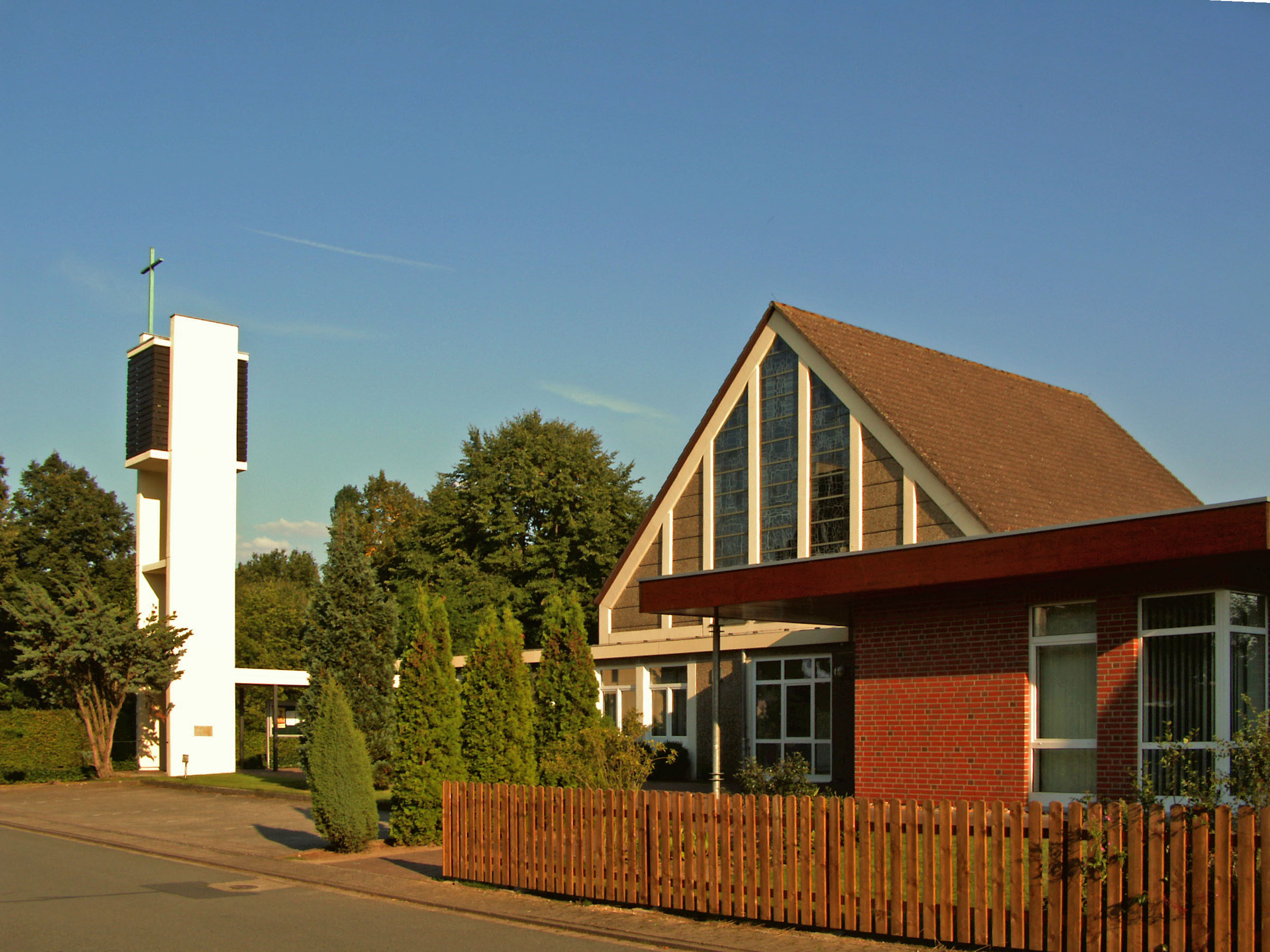
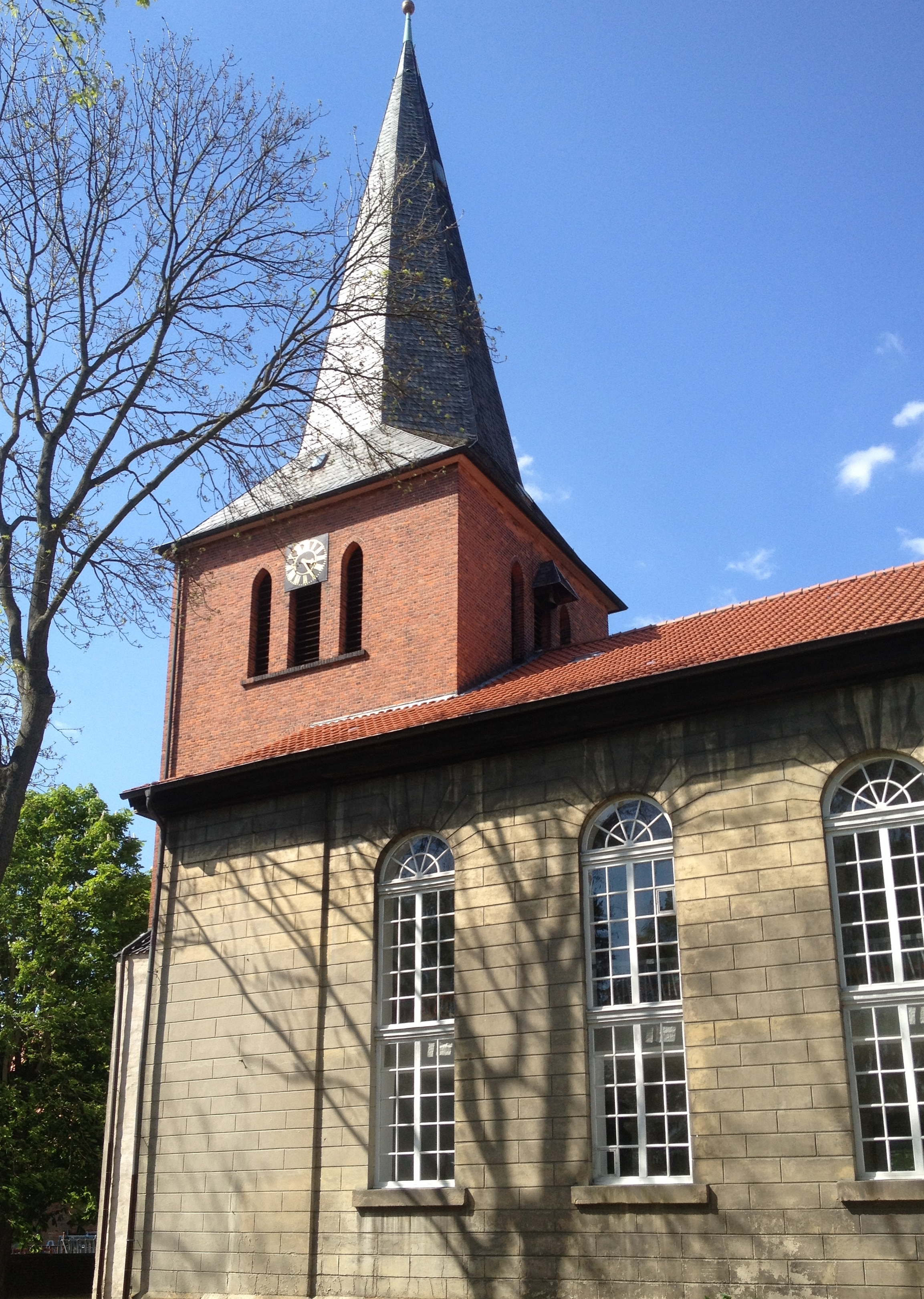
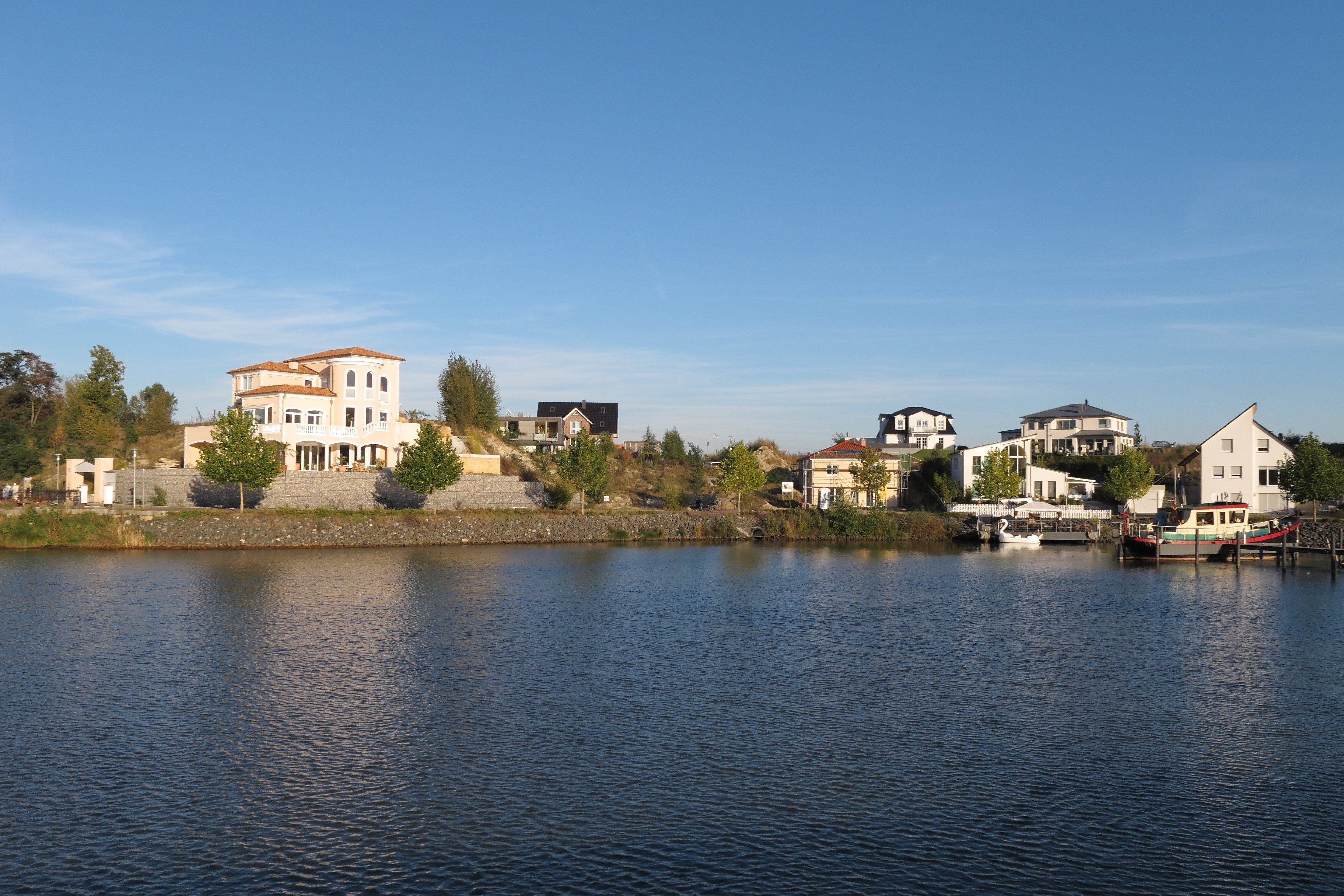
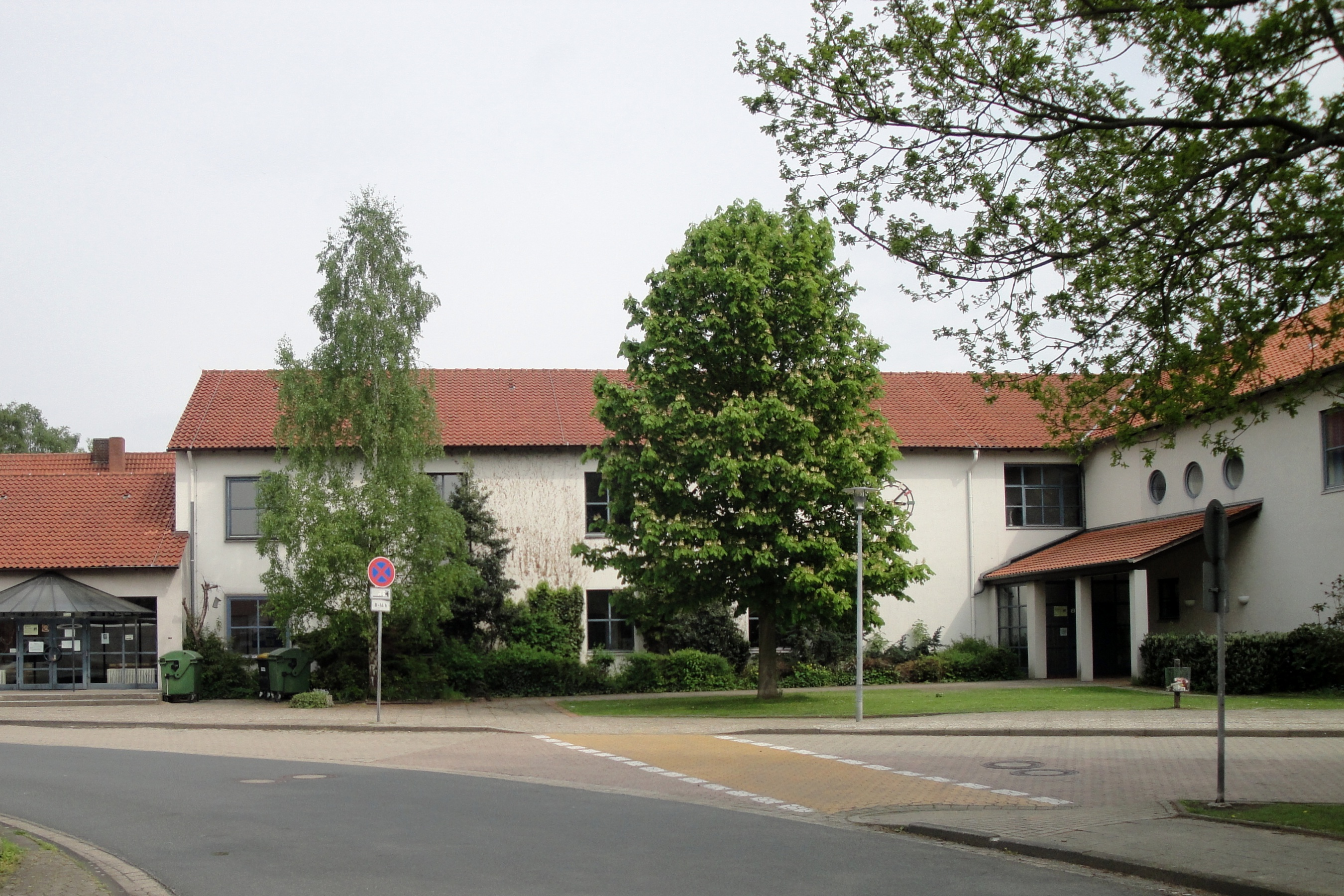